# Kriegerdenkmal Gossa

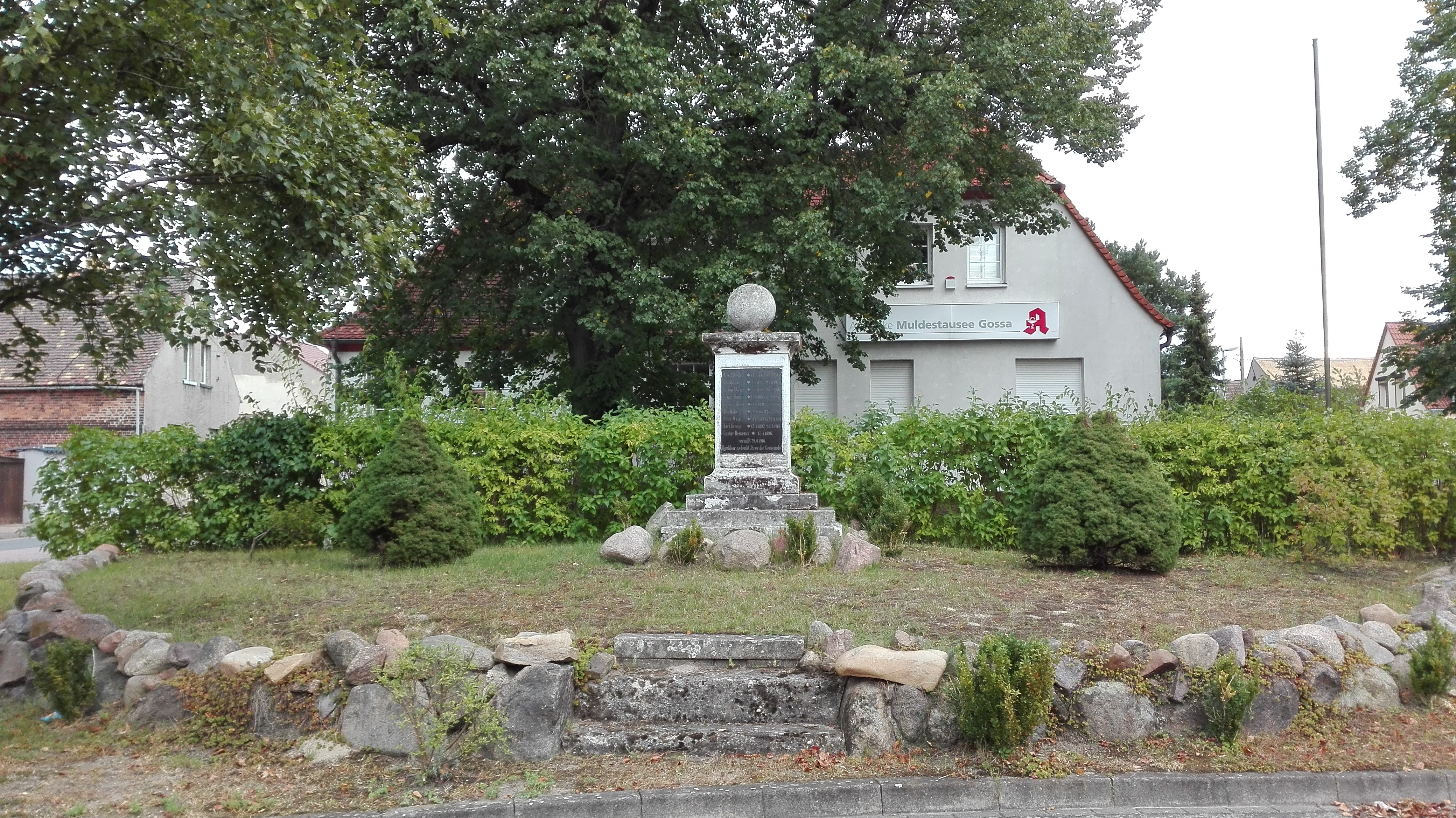
Kriegerdenkmal am Parkplatz bei der Apotheke

Das Kriegerdenkmal Gossa ist ein denkmalgeschütztes Kriegerdenkmal im Ortsteil Gossa der Gemeinde Muldestausee in Sachsen-Anhalt. Im örtlichen Denkmalverzeichnis ist es mit der Erfassungsnummer 094 96397 als Baudenkmal verzeichnet.

## Allgemeines
Das Kriegerdenkmal in Gossa befindet sich auf einer Freifläche am Parkplatz in der Nähe der Apotheke. Es handelt sich dabei um eine Stele auf einem Sockel, gekrönt von einer Kugel aus Sandstein. In die Stele ist eine Inschriftentafel eingelassen. Auf der Tafel befinden sich die neun Namen der gefallenen Soldaten des Ersten Weltkriegs des Ortes.